# アル・ヒラルの選手一覧
アル・ヒラルの選手一覧は、アル・ヒラルに所属している選手・監督・コーチの一覧。

## 現役選手・監督
在籍年と前所属を併記。

### スタッフ
| 役職 | 名前                   | 在籍年  | 前職         | 備考 |
| 監督 | ラズヴァン・ルチェスク | 2019年- | PAOK：(監督) |      |

### 選手
| Pos | No. | 選手名                                 | 在籍年  | 前所属                   | 備考       |
| GK  | 1   | アブドゥラー・アル＝マイウフ           | 2016年- | アル・アハリ             |            |
| GK  | 22  | ファハド・アッ＝サニヤーン             |         |                          |            |
| GK  | 30  | モハメド・アル＝ワケド                 |         |                          |            |
| DF  | 2   | モハメド・アル＝ブライク               | 2014年- |                          |            |
| DF  | 4   | アブドッラー・アッ＝ズーリー           | 2006年- |                          |            |
| DF  | 5   | アリー・アール＝ブライヒー             | 2017年- | アル・ファティフ         |            |
| DF  | 12  | ヤーセル・アッ＝シャハラーニー         | 2012年- |                          |            |
| DF  | 17  | アブドッラー・アル＝ハーフィズ         | 2013年- | FCパソス・デ・フェレイラ |            |
| DF  | 20  | 張賢秀                                 | 2019年- | FC東京                   |            |
| DF  | 31  | モハメッド・アッ＝ベリーク             |         |                          |            |
| DF  | 35  | アーメド・シャラヒリ                   |         |                          |            |
| DF  | 49  | アブドゥッラ・アッ＝シャメク           |         |                          |            |
| DF  | 70  | ムハンマド・ジャフファリー             | 2015年- |                          |            |
| MF  | 3   | カルロス・エドゥアルド                 | 2015年- | FCポルト                 |            |
| MF  | 7   | サルマーン・アル＝ファラジュ           | 2008年- | アル・ヒラルユース       |            |
| MF  | 8   | アブドッラー・オタイフ                 | 2013年- | ロウレターノDC           |            |
| MF  | 9   | セバスティアン・ジョヴィンコ           | 2019年- | トロント                 |            |
| MF  | 10  | モハメド・アル＝シャルフーブ           | 1998年- |                          |            |
| MF  | 11  | アブドゥルアズィーズ・アッ＝ドーサリー | 2007年- | アル・ヒラルユース       |            |
| MF  | 19  | アンドレ・カリージョ                   | 2018年- | ワトフォード             |            |
| MF  | 24  | ナウワーフ・アル＝アービド             | 2008年- | アル・ヒラルユース       |            |
| MF  | 27  | ハッターン・バーヘブリー               | 2019年- | アル・シャバブ           |            |
| MF  | 28  | モハメド・カンノ                       | 2017年- | アル・イテファク         |            |
| MF  | 29  | サーレム・アッ＝ドーサリー             | 2011年- | アル・ヒラルユース       |            |
| MF  | 32  | アブドゥルカレッム・アッ＝カフタニ     |         |                          |            |
| MF  | 58  | アブドゥルマジッド・アッ＝スワット     |         |                          |            |
| FW  | 11  | サレハ アルシェハリ                    | 2019年- |                          |            |
| FW  | 18  | バフェティンビ・ゴミス                 | 2018年- | ガラタサライ             |            |
| FW  | 20  | ヤセル・アル＝カフタニ                 | 2005年- | アル・アインFC           | キャプテン |
| FW  | 77  | オマル・フリービーン                   |         |                          |            |

## 過去に在籍した選手・スタッフ

### 選手

#### ゴールキーパー（GK）
- モハメド・アル＝デアイエ (2000年-2010年)
- カリド・シャヒリ： アル・ヒラル
- ファハド・アッ＝サニヤーン： アル・ヒラル
- アブドッラー・アッ＝スデイリー： アル・ヒラル
- モハメッド・アッ＝ウェーク： アル・ヒラル
- アブドゥラー・アル・ムアイラフ： アル・ヒラル

#### ディフェンダー（DF）
- アハメド・ドゥキ (1995年-2005年)
- ミレル・ラドイ (2009年-2011年)
- 李榮杓 (2009年-2011年)
- 趙晟桓 (2013年-2014年)
- アブドッラー・アッ＝ズーリー： アル・ヒラル
- ヤーセル・アッ＝シャハラーニー： アル・ヒラル
- アブドッラー・アル＝ハーフィズ： アル・ヒラル
- 郭泰輝： アル・ヒラル
- ジゴン： アル・ヒラル
- モハメッド・アッ＝ベリーク： アル・ヒラル
- アーメド・シャラヒリ： アル・ヒラル
- アブドゥッラ・アッ＝シャメク： アル・ヒラル
- ムハンマド・ジャフファリー： アル・ヒラル

#### ミッドフィールダー（MF）
- ナワフ・アル＝テミヤト (1993年-2008年)
- トゥーリオ (2001年)
- アンドレイ・カンチェルスキス (2003年)
- ジオヴァンニ (2006年)
- クリスティアン・ヴィルヘルムソン (2008年-2011年)
- チアゴ・ネーヴィス (2009年-2011年, 2013年-2015年)
- アディル・エルマシュ (2011年-2014年)
- セグンド・カスティージョ (2013年-2014年)
- カルロス・エドゥアルド： アル・ヒラル
- ムハンマド・アル＝カルニー： アル・ヒラル
- モハメド・アル＝シャルフーブ： アル・ヒラル
- アブドゥルアズィーズ・アッ＝ドーサリー： アル・ヒラル
- サルマーン・アル＝ファラジュ： アル・ヒラル
- サウード・カリーリー： アル・ヒラル
- カレド・アッ＝カエビ： アル・ヒラル
- ナウワーフ・アル＝アービド： アル・ヒラル
- ファイセル・ダルウィッシュ： アル・ヒラル
- サーレム・アッ＝ドーサリー： アル・ヒラル
- アブドゥルマジッド・アッ＝スワット： アル・ヒラル
- アブドゥルカレッム・アッ＝カフタニ： アル・ヒラル

#### フォワード（FW）
- ロベルト・リベリーノ (1979年-1982年)
- ベンチーニョ (1994年)
- サーミー・アル＝ジャービル (1995年-2000年, 2001年-2008年)
- バシャール・アブドゥッラー (1998年-1999年)
- ロニー (2000年-2001年)
- 薛琦鉉 (2009年)
- サッド・アル＝ハリティ (2011年-2013年)
- 兪炳守 (2011年-2013年)
- アイルトン・アルメイダ： アル・ヒラル
- ナシル・アルシャムラニ： アル・ヒラル
- ユーセフ・アッ＝サーレム： アル・ヒラル
- ヤセル・アル＝カフタニ： アル・ヒラル
- ヨウネス・アルアイウィ： アル・ヒラル